# Edwin Ewing Roberts

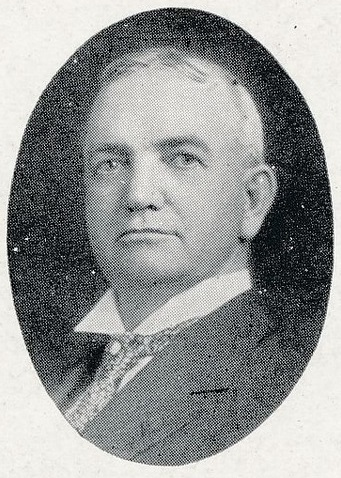
Edwin Ewing Roberts

Edwin Ewing Roberts (* 12. Dezember 1870 im Sutter County, Kalifornien; † 11. Dezember 1933 in Reno, Nevada) war ein US-amerikanischer Politiker.
Roberts unterrichtete von 1891 bis 1897 als Lehrer in Hollister und von 1897 bis 1899 in Empire, Nevada. Daneben studierte er Jura und wurde 1899 in die Anwaltschaft aufgenommen. Roberts begann nun in Carson City zu praktizieren. 1900 bis 1910 war er Bezirksstaatsanwalt im Ormsby County.
Roberts wurde als Republikaner in den Kongress gewählt und vertrat dort vom 4. März 1911 bis zum 3. März 1919 den Bundesstaat Nevada im US-Repräsentantenhaus. 1918 trat er nicht mehr als Kandidat für einen Sitz im Repräsentantenhaus an, sondern bemühte sich erfolglos in den US-Senat gewählt zu werden. 1920 begann er in Reno wieder in seinem früheren Beruf zu praktizieren. 1923 wurde er zum Bürgermeister der Stadt gewählt und übte dieses Amt, nachdem er 1927 und 1931 wiedergewählt wurde, bis zu seinem Tod aus. 1930 versuchte Roberts erfolglos zum Gouverneur von Nevada gewählt zu werden. Sein erneuter Versuch, in den US-Senat gewählt zu werden, war zuvor schon 1926 gescheitert. Er starb am 11. Dezember 1933 in Reno und wurde auf dem Odd Fellows Cemetery beigesetzt.